# Ustronie Morskie (gmina)
Ustronie Morskie – gmina wiejska w północnej części województwa zachodniopomorskiego, w powiecie kołobrzeskim. Siedzibą gminy jest wieś Ustronie Morskie.

## Sąsiednie gminy
miasto Kołobrzeg, Kołobrzeg, Będzino, Dygowo.
Według danych z 31 grudnia 2016 r. gmina miała 3686 mieszkańców. Natomiast według danych z 31 grudnia 2017 roku gminę zamieszkiwało 3658 osób.
Miejsce w województwie (na 114 gmin):

powierzchnia 104., ludność 99.
Na terenie gminy funkcjonuje lotnisko Kołobrzeg-Bagicz.

## Położenie
Gmina znajduje się w północnej części województwa zachodniopomorskiego, w północno-wschodniej części powiatu kołobrzeskiego.
Według danych z 1 stycznia 2010 powierzchnia gminy wynosi 56,98 km². Gmina stanowi 7,9% powierzchni powiatu.
W latach 1975–1998 gmina położona była w województwie koszalińskim.

## Demografia
Według danych z 31 grudnia 2016 r. gmina miała 3686 mieszkańców. Gminę zamieszkuje 4,6% ludności powiatu. Gęstość zaludnienia wynosi 64,7 osoby na km².

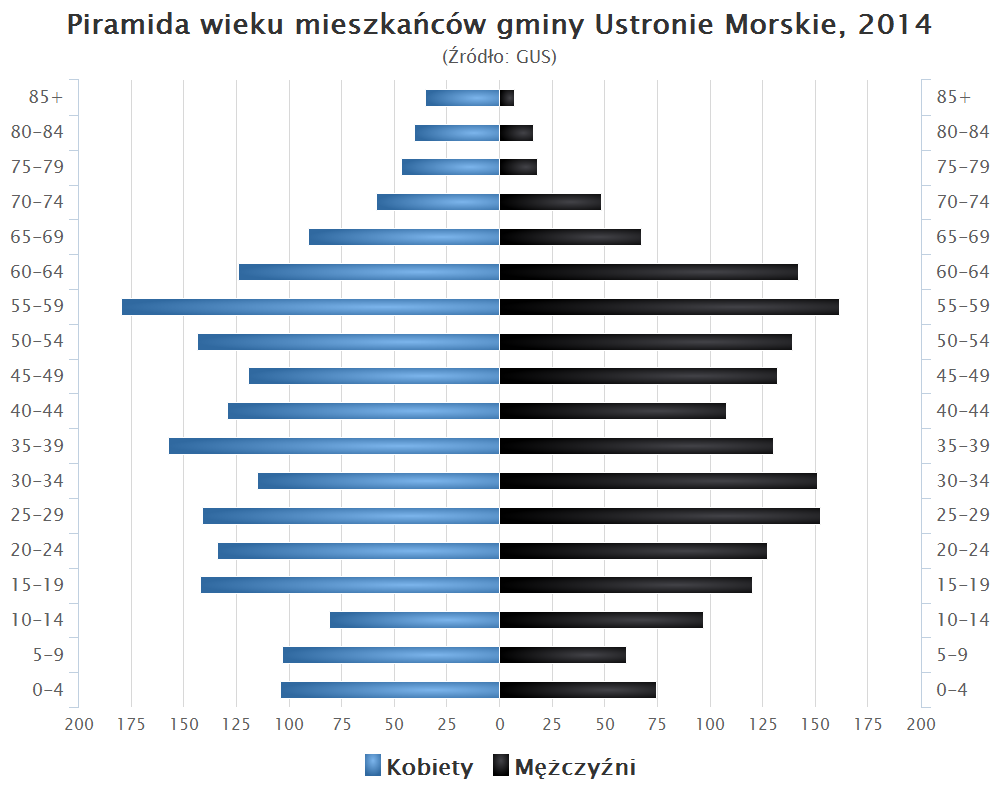
Piramida wieku mieszkańców gminy Ustronie Morskie w 2014 roku

Dane z 31 grudnia 2016 r.:
| Opis      | Ogółem | Ogółem | Kobiety | Kobiety | Mężczyźni | Mężczyźni |
| --------- | ------ | ------ | ------- | ------- | --------- | --------- |
| Jednostka | osób   | %      | osób    | %       | osób      | %         |
| Populacja | 3686   | 100    | 1938    | 52,58   | 1748      | 47,42     |

## Przyroda i turystyka
Gmina leży na Równinie Białogardzkiej nad Morzem Bałtyckim. Nadmorskie wsie Ustronie Morskie i Sianożęty stanowią podstawę turystyki w gminie. Nieopodal wsi Bagicz do niedawna działało lotnisko wojskowe. Tereny leśne zajmują 27% powierzchni gminy, a użytki rolne 57%. Na terenie gminy działa 120 pensjonatów, hoteli, domów wypoczynkowych, gospodarstw agroturystycznych, kwater prywatnych, kempingów i pól namiotowych.
Pomniki przyrody:
- dąb szypułkowy
  - Bolesław – obwód: 680 cm, wysokość: 37 m, wiek: ok. 800 lat
  - Warcisław – obwód: 720 cm, wysokość: 37 m, wiek: ok. 640 lat

## Komunikacja
Przez gminę prowadzi droga krajowa nr 11 łącząca Ustronie Morskie z Kołobrzegiem (11 km) oraz przez Będzino (16 km) z Koszalinem (31 km).
Ustronie Morskie uzyskało połączenie kolejowe w 1899 r. po wybudowaniu odcinka łączącego Kołobrzeg z Koszalinem (wcześniej Kołobrzeg uzyskał połączenie przez Goleniów ze Szczecinem). Odcinek Kołobrzeg- Koszalin został zelektryfikowany w 1988 r. Obecnie w gminie czynna jest jedna stacja: Ustronie Morskie.
W lipcu i sierpniu działa obsługiwana przez kołobrzeską komunikację miejską specjalna linia sezonowa U, dzięki której można dojechać z Kołobrzegu do Ustronia Morskiego i z powrotem.

## Administracja i samorząd
Przez 6 kadencji, przez ponad 24 lata władzę w gminie dzierżył Stanisław Zieliński. Najpierw był naczelnikiem, a potem wójtem. W grudniu 1981 roku dostał propozycję zostania naczelnikiem. 1 lutego 1982 roku został przedstawiony Radzie Gminy i zaakceptowany. Funkcję piastował do grudnia 2010 roku, gdy władzę przejął Jerzy Kołakowski.
W 2016 r. wykonane wydatki budżetu gminy wynosiły 28,2 mln zł, a dochody budżetu 31 mln zł. Zobowiązania samorządu (dług publiczny) według stanu na koniec 2016 r. wynosiły 10,5 mln zł, co stanowiło 34% poziomu dochodów.
Gmina jest obszarem właściwości Sądu Rejonowego w Kołobrzegu. Sprawy z zakresu ubezpieczeń społecznych oraz sprawy gospodarcze są rozpatrywane przez Sąd Rejonowy w Koszalinie. Gmina jest obszarem właściwości Sądu Okręgowego w Koszalinie. Gmina (właśc. powiat kołobrzeski) jest obszarem właściwości miejscowej Samorządowego Kolegium Odwoławczego w Koszalinie.
Mieszkańcy gminy Ustronie Morskie razem z mieszkańcami gminy wiejskiej Kołobrzeg i gminy Dygowo wybierają 4 radnych do Rady Powiatu w Kołobrzegu, a radnych do Sejmiku Województwa Zachodniopomorskiego w okręgu nr 3. Posłów na Sejm wybierają z okręgu wyborczego nr 40, senatora z okręgu nr 99, a posłów do Parlamentu Europejskiego z okręgu nr 13.
Gmina Ustronie Morskie utworzyła 6 jednostek pomocniczych, będących sołectwami.
Sołectwa: Gwizd, Kukinia, Kukinka, Rusowo, Sianożęty oraz Ustronie Morskie.

## Miejscowości
WsieBagicz, Gwizd, Kukinia, Kukinka, Olszyna, Rusowo, Sianożęty, Ustronie Morskie
OsadyGrąbnica, Malechowo, Wieniotowo
Dawne i zniesione miejscowościJaromierzyce

## Współpraca międzynarodowa
Miasta i gminy partnerskie:
- Ustroń,
- Werneuchen,
- gmina Hirschfelde,
- gmina Willmersdorf